# Hampea sphaerocarpa
Espèce
Statut de conservation UICN

 EN C2a : En danger
Hampea sphaerocarpa est une espèce de plantes de la famille des Malvaceae.

## Publication originale
- Brittonia 21(4): 380–382, f. 3G–I, 6C–D. 1969[1970]. (12 Mar 1970)